# Ridderorden in Antigua en Barbuda
Antigua en Barbuda is een land in het Gemenebest en in een personele unie met het Verenigd Koninkrijk verenigd. Het eilandstaatje dat de twee genoemde eilanden omvat verleent daarom ook de volgende Britse onderscheidingen:
- Orde van Sint-Michaël en Sint-George (voor zeer hoge functionarissen)

en de
- Orde van het Britse Rijk (een veel verleende onderscheiding met zes graden)

Elizabeth II Koningin van Antigua en Barbuda stelde daarnaast nog de volgende ridderorden in:
- De Orde van de Nationale Held (Engels: "Distinguished Order of the National Hero")
- De Orde van de Natie (Engels: "Most Distinguished Order of the Nation")
- De Orde van Verdienste (Engels: "Most Illustrious Order of Merit")
- De Orde van het Kostbare Erfgoed (Engels: "the Most Precious Order of Princely Heritage")

Daarnaast zijn er diverse Antiguaanse medailles.
Aan de hogere graden van de Antiguaanse ridderorden is ook adeldom verbonden. De Ridders-Commandeur, Dames-Commandeur en de Ridders en Dames-Grootkruis mogen zich dus "Sir" of "Lady" noemen.